# Sammy Watkins
Samuel Benjamin Watkins IV (nascido em 14 de junho de 1993) é um jogador de futebol americano que atuava na National Football League (NFL). Ele jogou futebol universitário na Universidade de Clemson e foi a quarta escolha do Buffalo Bills no Draft da NFL de 2014.

## Primeiros anos
Watkins frequentou a South Fort Myers High School, em Fort Myers, Flórida, onde praticou futebol americano, basquete e atletismo. Ele se tornou o maior recebedor de todos os tempos da escola com 133 recepções para 2.997 jardas e 36 touchdowns durante sua carreira.
Em seu primeiro ano, ele teve 46 recepções para 1.192 jardas e 14 touchdowns. No segundo ano, ele teve 33 recepções para 537 jardas e 10 touchdowns. Em seu terceiro e em seu último ano, ele foi uma seleção para a Primeira Equipe de All-State.
No último ano, Watkins teve oito jogos de 100 jardas na temporada, acumulando 54 recepções para 1.268 jardas e 12 touchdowns. Ele liderou uma equipe invicta do South Fort Myers até as semifinais do 3A, onde perdeu de 44-28 para um time de Miami Norland liderado por Duke Johnson. Ele jogou no All-American Bowl do Exército Americano de 2011.
Além do futebol, Watkins também praticou atletismo onde ele foi um dos melhores atletas do estado nos eventos de sprint. Em seu terceiro ano, ele terminou em quinto nos 100 metros e em sexto nos 200 metros. No último ano, ele conquistou o título do AA nos 200 metros, com um tempo de 21,11 segundos. Ele também ganhou os 100 metros no Tarpon Invitational de 2011, registrando um tempo de 10,45 segundos.
Watkins era um recruta altamente elogiado antes da temporada do futebol universitário de 2011. Considerado um recruta cinco estrelas pelo Rivals.com, ele foi classificado como o terceiro melhor wide receiver no país, atrás apenas de George Farmer e Trey Metoyer. Ele foi classificado como o quinto melhor pelo Scout.com.
Watkins se comprometeu com a Universidade de Clemson em novembro de 2010. Recrutado por dezenas de escolas, ele escolheu a Universidade de Clemson e rejeitou ofertas de Flórida, Florida State, Miami (FL), Michigan e Tennessee.

## Carreira na Faculdade

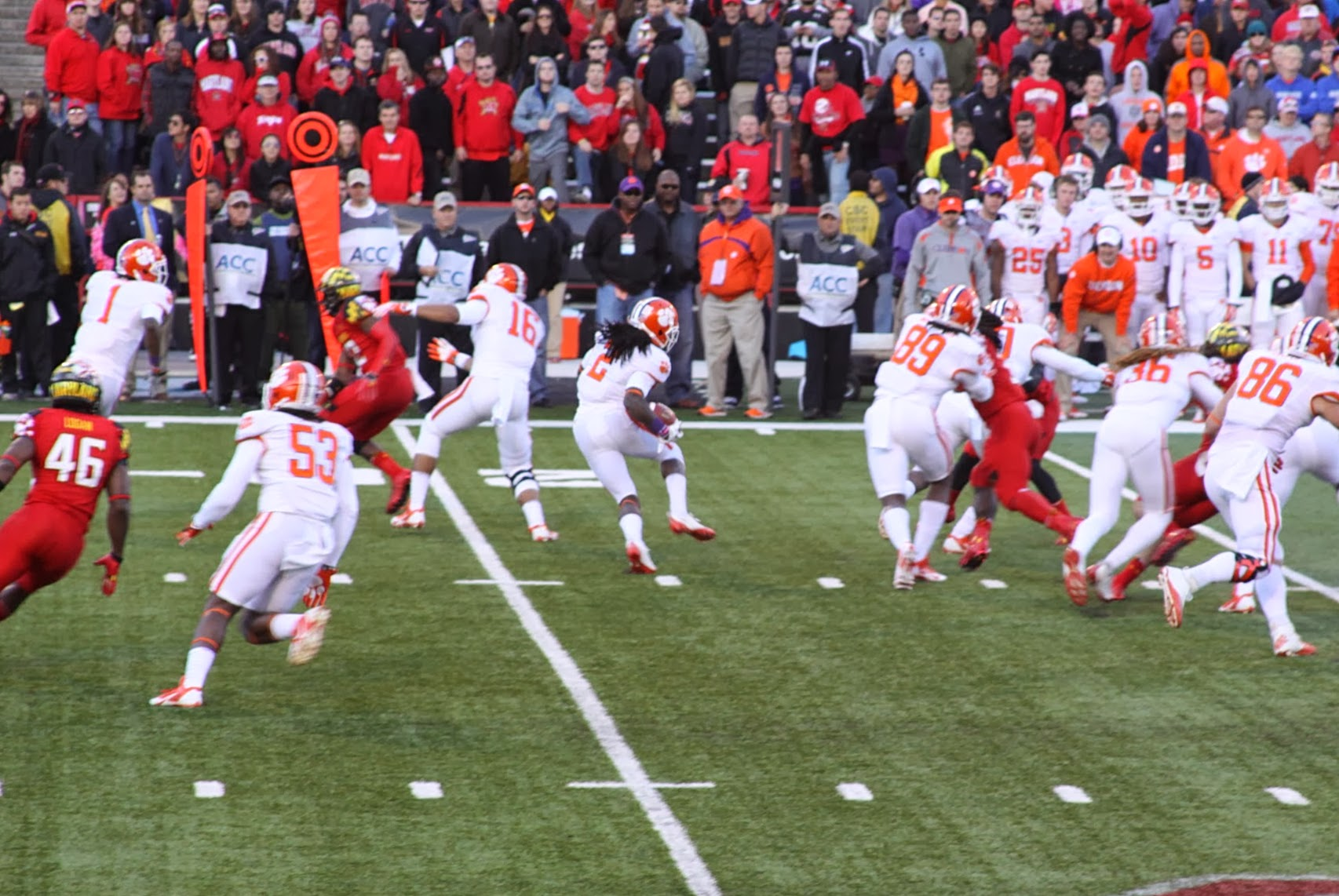
Watkins retornando um kickoff durante um jogo de 2013 contra o Maryland Terrapins

Apesar de não ter participado dos treinos de primavera, Watkins causou um impacto imediato em Clemson em sua temporada de calouro em 2011. Ele teve 82 recepções para 1.219 jardas e 12 touchdowns em sua primeira temporada, incluindo 10 recepções, 155 jardas e dois touchdowns contra a defesa dos campeões nacionais, Auburn.
Ele liderou o pais em jardas de recepção por jogo, jardas e touchdowns. Ele também quebrou 11 recordes de calouros em sete jogos na temporada, incluindo o de jardas totais anteriormente detidos por C. J. Spiller. Ele foi um AP All-American, tornando-se apenas o quarto calouro a fazer isso depois de Herschel Walker, Marshall Faulk e Adrian Peterson. Ele também foi nomeado um calouro All-American pela Associação de Escritores.
No segundo ano, ele teve 57 recepções para 708 jardas e três touchdowns. No terceiro ano, ele teve 101 recepções para 1.464 jardas e 12 touchdowns.
Ele foi o MVP do Orange Bowl de 2014 depois de definir um recorde do Orange Bowl com 16 recepções para 227 jardas. Ele também estabeleceu o recorde escolar para recepções terminando com 240.
Em janeiro de 2014, Watkins anunciou que renunciaria à sua última temporada e entraria no Draft da NFL de 2014.

### Estatísticas
A tabela a seguir lista as estatísticas da carreira universitária de Watkins.
| Ano      | Equipe   | GP | Rec | Rec M | Avg  | TD | Corridas | Jardas Corridas | Avg | TD |
| -------- | -------- | -- | --- | ----- | ---- | -- | -------- | --------------- | --- | -- |
| 2011     | Clemson  | 13 | 82  | 1219  | 14.9 | 12 | 32       | 231             | 7.2 | 0  |
| 2012     | Clemson  | 10 | 57  | 708   | 12.4 | 3  | 14       | 97              | 6.9 | 1  |
| 2013     | Clemson  | 13 | 101 | 1464  | 14.5 | 12 | 6        | 11              | 1.8 | 0  |
| Carreira | Carreira | 33 | 240 | 3391  | 14.1 | 27 | 52       | 339             | 6.5 | 1  |

## Carreira Profissional
| Altura                          | Peso  | Comprimento do braço | Tamanho da mão | Corrida de 40 jardas | Corrida de 10 jardas | Corrida de 20 jardas | 20-ss  | 3-cone | Salto Vertical | Amplo  | BP            |
| ------------------------------- | ----- | -------------------- | -------------- | -------------------- | -------------------- | -------------------- | ------ | ------ | -------------- | ------ | ------------- |
| 1.85 m                          | 96 kg | 0,81 m               | 0.24 m         | 4.43 s               | 1.54 s               | 2.52 s               | 4.34 s | 6.95 s | 0.86 m         | 3.20 m | 16 repetições |
| Todos os valores da NFL Combine |       |                      |                |                      |                      |                      |        |        |                |        |               |

### Buffalo Bills
Watkins foi selecionado pelo Buffalo Bills na quarta escolha da primeira rodada do Draft da NFL de 2014. Ele foi o primeiro wide receiver selecionado pelos Bills na primeira rodada desde Lee Evans em 2004 e o wide receiver selecionado mais cedo no draft desde A. J. Green em 2011.

#### Temporada de 2014
Em 28 de maio de 2014, Watkins assinou seu contrato de novato, foi um contrato de quatro anos no valor de US $ 19,94 milhões garantidos, com um bônus de assinatura de US $ 12,8 milhões. 
Ele recebeu sua primeira recepção para touchdown na carreira em um passe de EJ Manuel na semana 2 em uma vitória por 29-10 sobre o Miami Dolphins. Na semana 7 contra o Minnesota Vikings, Watkins pegou nove passes para 122 jardas e dois touchdowns. Seu segundo touchdown foi um touchdown para vencer o jogo, com um segundo permanecendo no relógio.
Watkins terminou a temporada estabelecendo um novo recorde de novato em recepções (65) e em jardas recebidas (982). Além de seus recordes, Watkins recebeu seis passes para touchdown.

#### Temporada de 2015

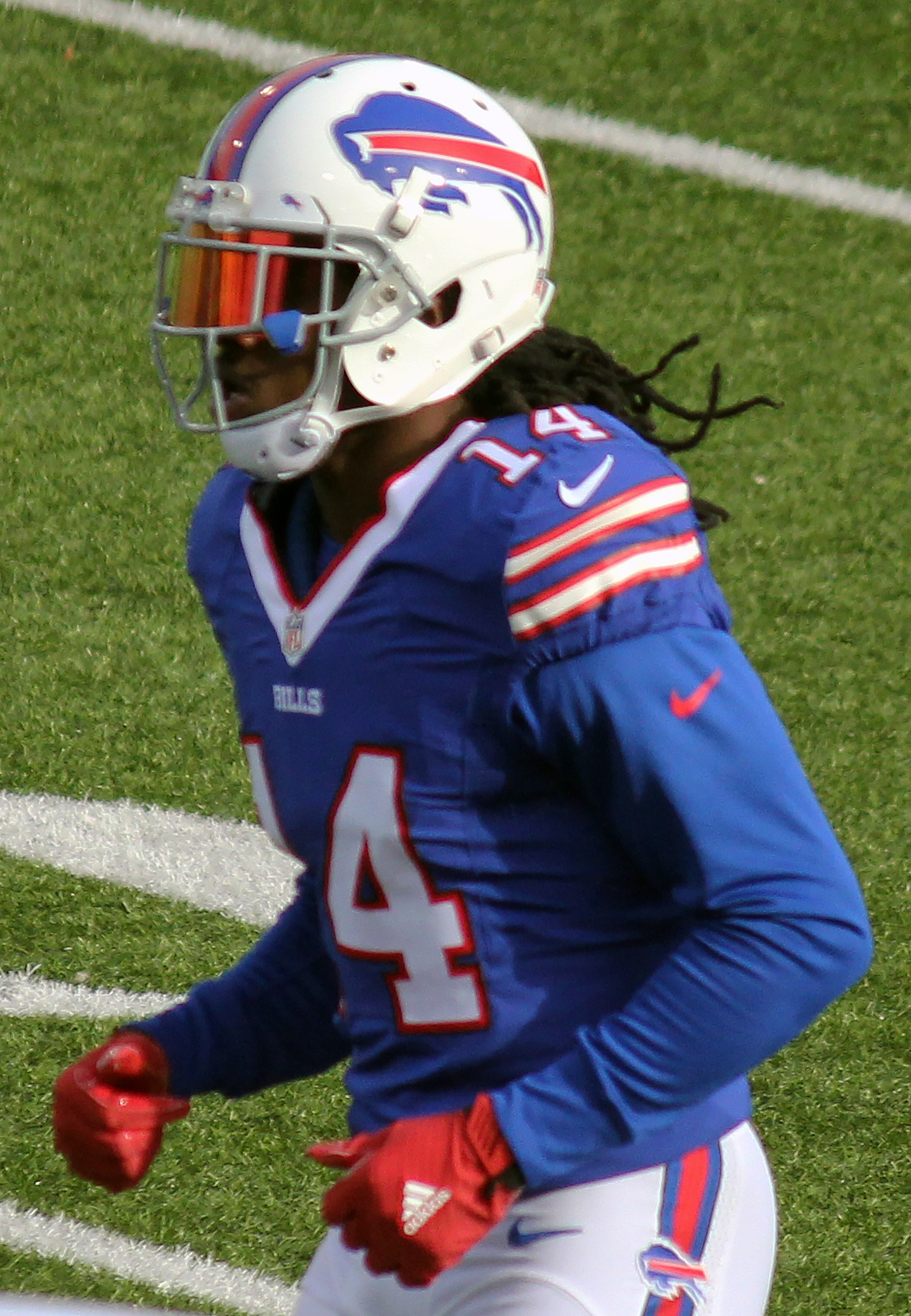
Watkins com os Bills em 2015

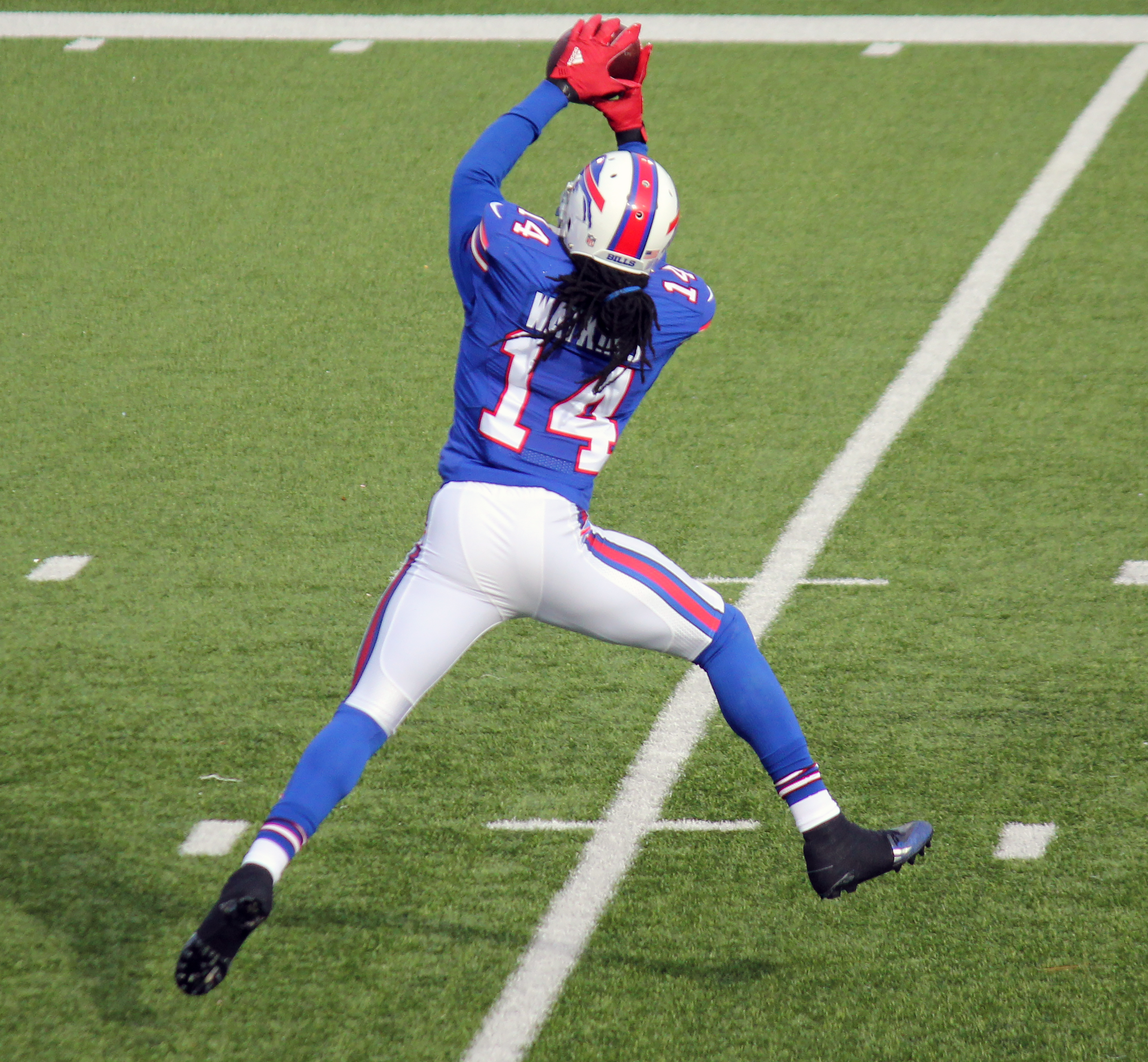
Watkins recebendo um passe em 2015

Durante os primeiros cinco jogos da temporada de 2015, Watkins (que jogou apenas três dos jogos por causa de uma lesão na panturrilha) tinha apenas sete recepções por 99 jardas. Ele expressou sua frustração antes do jogo 6, dizendo: "Você veio me draftar e não manda a bola pra mim - isso é um problema. Você está me fazendo parecer ruim e você está fazendo você mesmo ficar ruim. Por que não fazer nós dois parecem bons?"
Em 27 de outubro de 2015, frustrado com seus seguidores nas redes sociais deixando comentários furiosos sobre ele ter perdido três jogos devido a uma lesão, Watkins foi para o Instagram e atacou os fãs críticos. Em um comentário que Watkins mais tarde apagou, ele disse aos fãs para "seguir a vida e ir trabalhar" e "continuar trabalhando em seus empregos pelo resto de suas vidas". Isto causou um alvoroço em muitos fãs dos Bills. Watkins fez um esclarecimento no Twitter afirmando: "A mensagem não foi para os fãs (mas) para quem tem um problema com atletas que se machucam." Watkins postou outra foto no Instagram, dizendo que seus comentários eram "inapropriados" e reconheceu que a maioria dos comentários negativos eram de outros fãs e não dos fãs dos Bills.
Mesmo com um tornozelo lesionado que o manteve fora do treino de sexta-feira, Watkins teve 168 jardas em oito recepções com um touchdown na semana 9 em uma vitória por 33-17 sobre o Miami Dolphins.
Em seus primeiros sete jogos da temporada, ele recebeu apenas 25 passes para 314 jardas e três touchdowns, tendo apenas um jogo de 100 jardas. Em seus últimos seis jogos, no entanto, ele recebeu 679 jardas em 35 recepções (19,4 jardas por recepção), seis touchdowns e quatro jogos de 100 jardas. Ele também teve pelo menos 80 jardas recebendo em todos os seis jogos.
Com seu bom desempenho no final da temporada, Watkins terminou a temporada com 60 recepções para 1.047 jardas e nove recepções para touchdowns. Ele registrou cinco jogos de 100 jardas e teve seus melhores números da carreira em jardas de recepção e touchdowns. No entanto, os Bills terminaram a temporada com o recorde de 8-8 e não foi para os playoffs. Ele foi classificado em 96º por seus colegas jogadores nos NFL Top 100 Players de 2016.

#### Temporada de 2016
Em 16 de maio de 2016, foi relatado que Watkins havia quebrado um pequeno osso no pé. Watkins teve um parafuso inserido em seu pé e a equipe médica do Buffalo Bills estava esperançosa de que ele estaria pronto para os começo dos treinamentos. Em 30 de setembro de 2016, ele foi colocado na lista de reservas lesionados. Ele foi tirado da lista de reservas lesionados em 26 de novembro de 2016 antes da semana 12.
Em 2 de maio de 2017, o Buffalo Bills recusou a opção de quinto ano do contrato de Watkins, basicamente fazendo dele um agente livre após a temporada de 2017.

### Los Angeles Rams
Em 11 de agosto de 2017, Watkins, juntamente com uma escolha de sexta rodada do draft de 2018, foi negociado para o Los Angeles Rams em troca de E. J. Gaines e uma escolha da segunda rodada de 2018.
Em 10 de setembro de 2017, na abertura da temporada contra o Indianapolis Colts, Watkins teve cinco recepções para 58 jardas em sua estreia pelos Rams na vitória por 46-9. Watkins registrou seu primeiro touchdown da temporada contra o San Francisco 49ers na semana 3 em uma vitória por 41-39. Na semana 9, Watkins recebeu um passe de 67 jardas de Jared Goff que resultou no touchdown da vitória por 51-17 sobre o New York Giants.

### Kansas City Chiefs
Em 15 de março de 2018, Watkins assinou um contrato de US $ 48 milhões por três anos com o Kansas City Chiefs.

### Estatísticas da NFL

#### [31]
| Ano   | Equipe | J  | JD | Rec | Jardas | Média | Longo | TD | FUM |
| ----- | ------ | -- | -- | --- | ------ | ----- | ----- | -- | --- |
| 2014  | BUF    | 16 | 16 | 65  | 982    | 15,1  | 84    | 6  | 1   |
| 2015  | BUF    | 13 | 13 | 60  | 1 047  | 17,5  | 63    | 9  | 0   |
| 2016  | BUF    | 8  | 8  | 28  | 430    | 15,4  | 62    | 2  | 0   |
| 2017  | LA     | 15 | 14 | 39  | 593    | 15,2  | 67E   | 8  | 0   |
| Total | Total  | 52 | 51 | 192 | 3 052  | 15,9  | 84    | 25 | 1   |

#### Pós-Temporada
| Ano   | Equipe | J | JD | Rec | Jardas | Média | Longa | TD | FUM |
| ----- | ------ | - | -- | --- | ------ | ----- | ----- | -- | --- |
| 2017  | LA     | 1 | 1  | 1   | 23     | 23,0  | 23    | 0  | 0   |
| Total | Total  | 1 | 1  | 1   | 23     | 23,0  | 23    | 0  | 0   |

## Vida Pessoal
Em uma entrevista preliminar, Watkins disse que seu time de futebol americano favorito, quando criança, era o Buffalo Bills. 
Em maio de 2012, Watkins foi preso pela polícia do campus de Clemson por posse de maconha, Vyvanse e Adderall e acusado de posse de uma substância controlada. Como resultado, Watkins foi suspenso pelos dois primeiros jogos da temporada 2012-2013. Watkins completou a intervenção pré-julgamento e teve a acusação expurgada de seu registro.
Seu meio-irmão mais velho, Jaylen Watkins, é um defensive back do Los Angeles Chargers. Sammy e Jaylen foram selecionados no Draft de 2014. Ele tem três filhas, Samiah, Saliah e Azaria de duas mães diferentes.